# قرار مجلس الأمن التابع للأمم المتحدة رقم 2503
قرار مجلس الأمن التابع للأمم المتحدة رقم 2503، المتخذ بالإجماع في 19 ديسمبر 2019.

## روابط خارجية
- نص القرار في undocs.org